# Elevation (album Pharoah Sanders)
| Recensione                           | Giudizio |
| ------------------------------------ | -------- |
| Allmusic                             | [ 1 ]    |
| The Encyclopedia of Popular Music    | [ 2 ]    |
| The Penguin Guide to Jazz Recordings | [ 3 ]    |

Elevation è un album discografico del sassofonista jazz Pharoah Sanders pubblicato dalla Impulse! Records nel 1973.

## Tracce
1. Elevation – 18:01
2. Greeting to Saud (Brother McCoy Tyner) – 4:07
3. Ore-Se-Rere – 5:38 (Ebenezer Obey)
4. The Gathering – 13:51
5. Spiritual Blessing – 5:41

## Formazione
- Pharoah Sanders - sax tenore, sax soprano, shaker, voce, campane, percussioni
- Joe Bonner - pianoforte, harmonium, corno, flauto, percussioni, cori
- Calvin Hill - contrabbasso, cori, tambura
- Michael Carvin - batteria, cori
- Lawrence Killian - conga, campane, cori
- John Blue (tracce 3 & 4), Jimmy Hopps (tracce 1, 2 & 5) - percussioni, cori
- Michael White - violino (tracce 2)
- Kenneth Nash - percussioni (traccia 2)
- Sedatrius Brown - cori (traccia 2)